# Habenaria rodriguesii
Habenaria rodriguesii är en orkidéart som beskrevs av Célestin Alfred Cogniaux. Habenaria rodriguesii ingår i släktet Habenaria och familjen orkidéer. Inga underarter finns listade i Catalogue of Life.

## Bildgalleri

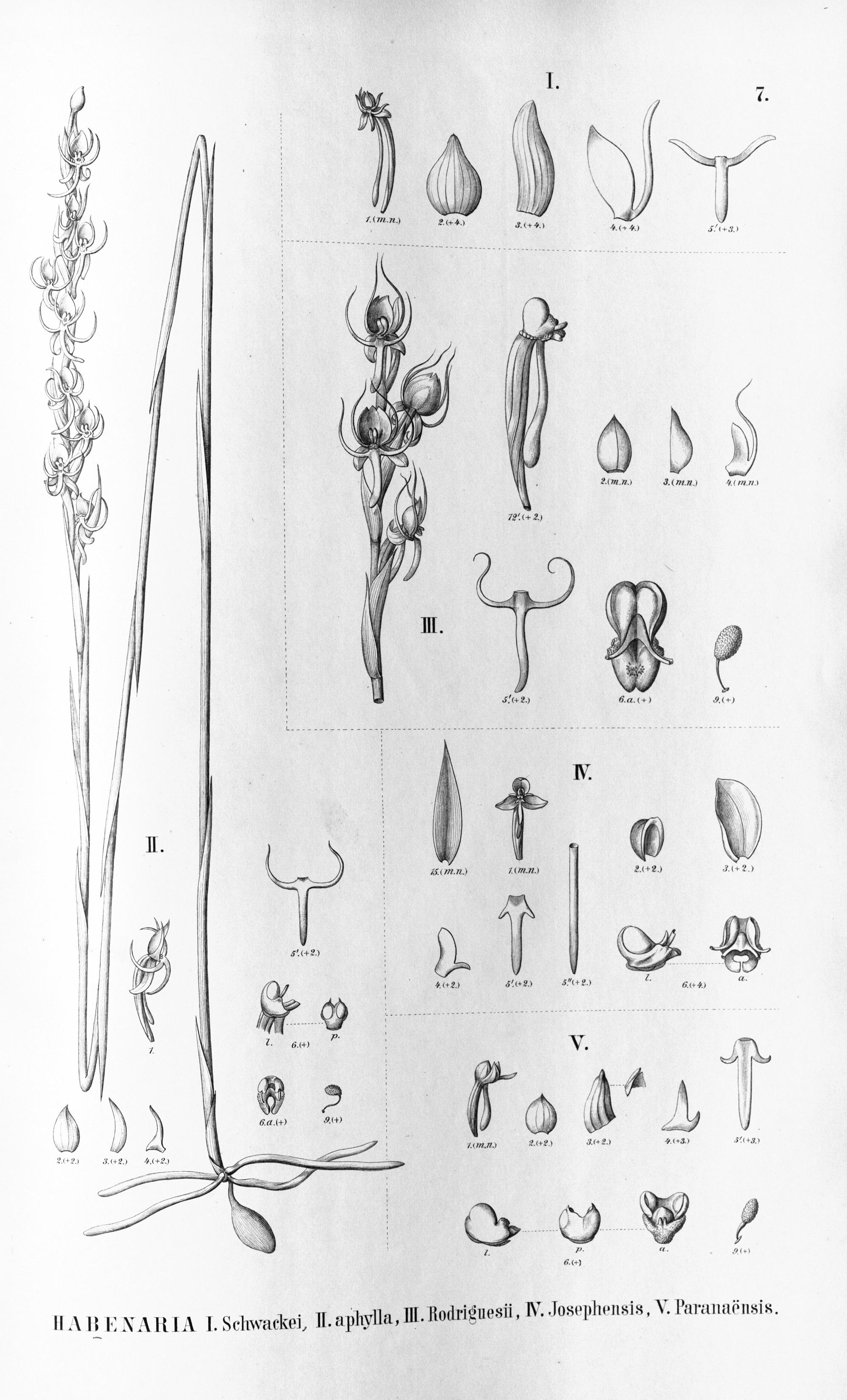